# Art Taylor
Pour les articles homonymes, voir Taylor.
Arthur S. Taylor, Jr., dit Art Taylor, né le 6 avril 1929 à New York et mort dans la même ville le 6 février 1995, est un batteur de jazz américain.
C'est un des premiers batteurs de hard bop.

## Biographie

### Débuts et notoriété
Alors qu'il n'a pas encore 20 ans, il joue de la batterie dans des églises de Harlem avec Jackie McLean et Sonny Rollins.
Après avoir joué dans l'orchestre de Howard McGhee (1948), il joue avec Coleman Hawkins (1950-1951), Buddy DeFranco (1952), Bud Powell (1953 et 1955-1957) et George Wallington (1954-1956),. À la même époque, il joue également avec Charlie Parker.
Spécialiste du hard bop, il est un des batteurs les plus sollicités et participe à de très nombreux disques pour Prestige dans la deuxième moitié des années 1950. Il fonde également son propre ensemble, les Wailers, qui deviendra les Taylor's Tenors. Il tourne en Europe avec Donald Byrd en 1958, enregistre avec Miles Davis et participe au concert au Town Hall de Thelonious Monk en 1959. La même année, il enregistre Giant Steps avec John Coltrane.

### En Europe
En 1963 il s'installe en Europe et vit principalement en France et en Belgique pendant 20 ans, jouant avec des groupes européens ou des musiciens américains de passage, comme Dexter Gordon, Johnny Griffin,, Don Byas ou Ben Webster.
Il réalise des entretiens avec de nombreux musiciens, que l'on peut retrouver dans son livre Notes and Tones, publié en 1977. Ces entretiens parlent notamment des questions raciales et politiques autour du jazz.

### Retour aux États-unis
Il retourne aux États-Unis dans les années 1980, où il anime une émission de radio. Il reforme les Wailers en 1991, qui constitue une sorte de relève aux Jazz Messengers. De jeunes musiciens y font leurs premières armes, comme l'altiste Abraham Burton (en) ou le pianiste Jacky Terrasson. La formation enregistre Wailin' At The Vanguard (1992), considéré comme le meilleur album du batteur en leader.
Il meurt le 6 février 1995 à New York, quelques semaines après une dernière session avec Jimmy Smith (Damn! (en)).

## Discographie

### En leader
- Tenor Conclave (Prestige, 1956) avec Prestige All Stars.
- Taylor's Wailers, (Prestige, 1957) avec John Coltrane.
- Taylor's Tenors (en), 1959, Prestige
- A.T.'s Delight (en), 1960, Blue Note
- Mr. A.T., 1991, Enja
- Wailin' At The Vanguard, 1992, Verve

### Participations
Avec Gene Ammons
- Blue Gene (1958)
- Boss Tenor (1960)

Avec Dorothy Ashby
- In a Minor Groove (1958)

Avec Donald Byrd
- Byrd in Hand (1959)

Avec Sonny Clark
- Sonny's Crib (1957)

Avec John Coltrane
- Bahia (en) (1964)
- Wheelin' and Dealin'  (1957)
- The Dealers (en) (1957)
- Interplay for 2 Trumpets and 2 Tenors (en)  (1957)
- Black Pearls (en) (1958)
- Lush Life (1958)
- The Believer (en) (1958)
- Settin' the Pace (en) (1958)
- The Last Trane  (1958)
- Jazz Way Out (en) (1958)
- Giant Steps (1959)

Avec Miles Davis
- Collectors' Items (1956)
- Miles Ahead (1957)

Avec Red Garland
- A Garland of Red (1956)
- Red Garland's Piano (1957)
- Dig It! (1958)

Avec Cecil Payne
- Patterns of Jazz (Signal 1956 puis Savoy 1957)

Avec Stanley Turrentine
- ZT's Blues (enregistré en 1961, publié en 1985)

## Publications
- (en) Arthur Taylor, Notes and Tones : Musician-to-Musician Interviews, Boston, Da capo, 1993 (1re éd. 1977), 320 p. (ISBN 9780306805264) Réédition du recueil d'interview et de discussions avec de nombreux musiciens de jazz, dont Art Blakey, Betty Carter, Kenny Clarke, Miles Davis, Dizzy Gillespie, Freddie Hubbard, Carmen McRae, Thelonious Monk, Sonny Rollins ou Randy Weston.